# Мікко Легтонен (1994)
Мікко Легтонен (фін. Mikko Lehtonen; нар. 16 січня 1994, Турку) — фінський хокеїст, захисник клубу НЛА ЦСК Лайонс. Гравець збірної команди Фінляндії, олімпійський чемпіон.

## Ігрова кар'єра
Вихованець хокейної команди ТПС, де і розпочав кар'єру 2010 року виступами на юніорському рівні. У сезоні 2011/12 дебютує в основному складі ТПС. До 2015 року захищає кольори команду з Турку, двічі за цей час встиг відіграти за клуб «ТуТо» (Турку) з другого дивізіону фінського чемпіонату. З 2015 по 2017 виступав за фінський клуб «КооКоо». У грудні 2017 перейшов до шведського ГВ-71.
Сезон 2017/18 провів у складі фінської команди «Таппара». Повернувся до ГВ-71 в сезоні 2018/19.
9 квітня 2019 уклав дворічний контракт з клубом КХЛ «Йокеріт». Легтонен відіграв за «Йокеріт» 60 матчів в яких набрав 49 очок це найкращий результат серед захисників КХЛ. Мікко представляв фінський клуб у матчі всіх зірок КХЛ.
Як вільний агент 4 травня 2020 уклав однорічний контракт з «Торонто Мейпл Ліфс». Через призупинення матчів на невизначений термін через пандемію COVID-19, 1 серпня 2020 фіна повернули на правах оренди до «Йокеріта».
20 листопада 2020 Мікко та «Йокеріт» розірвали угоду.
12 березня «Торонто Мейпл Ліфс» обміняли Мікко на гравця клубу «Колумбус Блю-Джекетс».
17 жовтня 2021 року на правах вільного агента підписав чотирирічний контракт з російським СКА.
30 квітня 2022 року СКА та Легтонен розірвали угоду через повномасштабне вторгнення Росії в Україну.
Наразі захищає кольори швейцарського клубу ЦСК Лайонс.

## На рівні збірних
Був гравцем юніорської збірної Фінляндії в складі якої провів 17 матчі. За молодіжну збірну Фінляндії провів сім матчів на чемпіонаті світу 2014 року, де фіни стали чемпіонами світу. 
З 2017 року залучається до лав національної збірної Фінляндії. Чемпіон світу 2019, 2022 років. Олімпійський чемпіон 2022 року.

## Статистика

### Клубні виступи
| Сезон          | Клуб                   | Ліга           | Регулярний сезон | Регулярний сезон | Регулярний сезон | Регулярний сезон | Регулярний сезон | Плей-оф | Плей-оф | Плей-оф | Плей-оф | Плей-оф |
| Сезон          | Клуб                   | Ліга           | І                | Г                | П                | О                | ШХ               | І       | Г       | П       | О       | ШХ      |
| -------------- | ---------------------- | -------------- | ---------------- | ---------------- | ---------------- | ---------------- | ---------------- | ------- | ------- | ------- | ------- | ------- |
| 2010–11        | ТПС                    | Jr. A          | 12               | 1                | 5                | 6                | 2                | —       | —       | —       | —       | —       |
| 2011–12        | ТПС                    | Jr. A          | 39               | 8                | 19               | 27               | 24               | —       | —       | —       | —       | —       |
| 2011–12        | ТПС                    | СМ-Л           | 12               | 0                | 0                | 0                | 2                | —       | —       | —       | —       | —       |
| 2012–13        | ТПС                    | Jr. A          | 39               | 6                | 23               | 29               | 30               | 9       | 1       | 1       | 2       | 16      |
| 2012–13        | ТПС                    | СМ-Л           | 13               | 0                | 1                | 1                | 2                | —       | —       | —       | —       | —       |
| 2013–14        | «ТуТо» (Турку)         | Фін. 2         | 46               | 5                | 13               | 18               | 14               | 12      | 1       | 7       | 8       | 20      |
| 2014–15        | ТПС                    | Лійга          | 37               | 0                | 2                | 2                | 8                | —       | —       | —       | —       | —       |
| 2014–15        | «ТуТо» (Турку)         | Фін. 2         | 19               | 0                | 9                | 9                | 4                | 15      | 3       | 6       | 9       | 8       |
| 2015–16        | «КооКоо»               | Лійга          | 60               | 12               | 10               | 22               | 16               | —       | —       | —       | —       | —       |
| 2016–17        | «КооКоо»               | Лійга          | 43               | 6                | 19               | 25               | 20               | —       | —       | —       | —       | —       |
| 2016–17        | ГВ-71                  | ШХЛ            | 9                | 0                | 0                | 0                | 0                | 16      | 0       | 4       | 4       | 4       |
| 2017–18        | «Таппара»              | Лійга          | 55               | 12               | 17               | 29               | 24               | 16      | 1       | 3       | 4       | 10      |
| 2018–19        | ГВ-71                  | ШХЛ            | 52               | 5                | 19               | 24               | 30               | 9       | 1       | 4       | 5       | 6       |
| 2019–20        | «Йокеріт»              | КХЛ            | 60               | 17               | 32               | 49               | 20               | 6       | 1       | 3       | 4       | 12      |
| 2020–21        | «Йокеріт»              | КХЛ            | 17               | 8                | 9                | 17               | 6                | —       | —       | —       | —       | —       |
| 2020–21        | «Торонто Мейпл Ліфс»   | НХЛ            | 9                | 0                | 3                | 3                | 4                | —       | —       | —       | —       | —       |
| 2020–21        | «Колумбус Блю-Джекетс» | НХЛ            | 17               | 0                | 3                | 3                | 4                | —       | —       | —       | —       | —       |
| 2021–22        | СКА                    | КХЛ            | 15               | 1                | 7                | 8                | 2                | 15      | 1       | 6       | 7       | 2       |
| 2022–23        | ЦСК Лайонс             | НЛА            | 52               | 7                | 23               | 30               | 24               | 9       | 2       | 3       | 5       | 0       |
| Усього в Лійга | Усього в Лійга         | Усього в Лійга | 220              | 30               | 49               | 79               | 72               | 16      | 1       | 3       | 4       | 10      |
| Усього в ШХЛ   | Усього в ШХЛ           | Усього в ШХЛ   | 61               | 5                | 19               | 24               | 30               | 25      | 1       | 8       | 9       | 10      |
| Усього в КХЛ   | Усього в КХЛ           | Усього в КХЛ   | 92               | 26               | 48               | 74               | 28               | 21      | 2       | 9       | 11      | 14      |
| Усього в НХЛ   | Усього в НХЛ           | Усього в НХЛ   | 26               | 0                | 6                | 6                | 8                | —       | —       | —       | —       | —       |

### Збірна
| Рік                | Команда            | Турнір             | Місце              | І  | Г | П  | О  | ШХ |
| ------------------ | ------------------ | ------------------ | ------------------ | -- | - | -- | -- | -- |
| 2011               | Фінляндія          | U17                | 7-е                | 5  | 1 | 1  | 2  | 4  |
| 2011               | Фінляндія          | МІГ18              | 4-е                | 5  | 0 | 1  | 1  | 0  |
| 2012               | Фінляндія          | ЮЧС18              | 4-е                | 7  | 0 | 1  | 1  | 0  |
| 2014               | Фінляндія          | МЧС                | 1                  | 7  | 0 | 1  | 1  | 4  |
| 2017               | Фінляндія          | ЧС                 | 4-е                | 10 | 2 | 0  | 2  | 0  |
| 2018               | Фінляндія          | ОІ                 | 6-е                | 1  | 0 | 0  | 0  | 0  |
| 2019               | Фінляндія          | ЧС                 | 1                  | 10 | 1 | 6  | 7  | 0  |
| 2022               | Фінляндія          | ОІ                 | 1                  | 6  | 1 | 3  | 4  | 4  |
| 2022               | Фінляндія          | ЧС                 | 1                  | 10 | 2 | 10 | 12 | 2  |
| Молодіжна збірна   | Молодіжна збірна   | Молодіжна збірна   | Молодіжна збірна   | 24 | 1 | 4  | 5  | 8  |
| Національна збірна | Національна збірна | Національна збірна | Національна збірна | 37 | 6 | 19 | 25 | 6  |